# Indianara
Pour plus de détails, voir Fiche technique et Distribution.
Indianara est un film brésilien de Aude Chevalier-Beaumel et Marcelo Barbosa, présenté au Festival de Cannes 2019 par l'Association pour le cinéma indépendant et sa diffusion .
Indianara Siqueira est actuellement interdite de séjour sur le territoire français. Elle a été expulsée vers le Brésil après avoir purgé en France une peine de prison pour « proxénétisme aggravé »: elle se prostituait et hébergeait des collègues,. Elle est devenue une militante LGBT très active à son retour au Brésil.

## Synopsis
Le documentaire décrit le combat d'une femme trans et personnalité politique brésilienne, Indianara Siqueira, et de ses proches à la "Casa Nem", un refuge et squat pour les personnes trans qu’elle a ouvert à Rio de Janeiro en 2016,.

## Réception

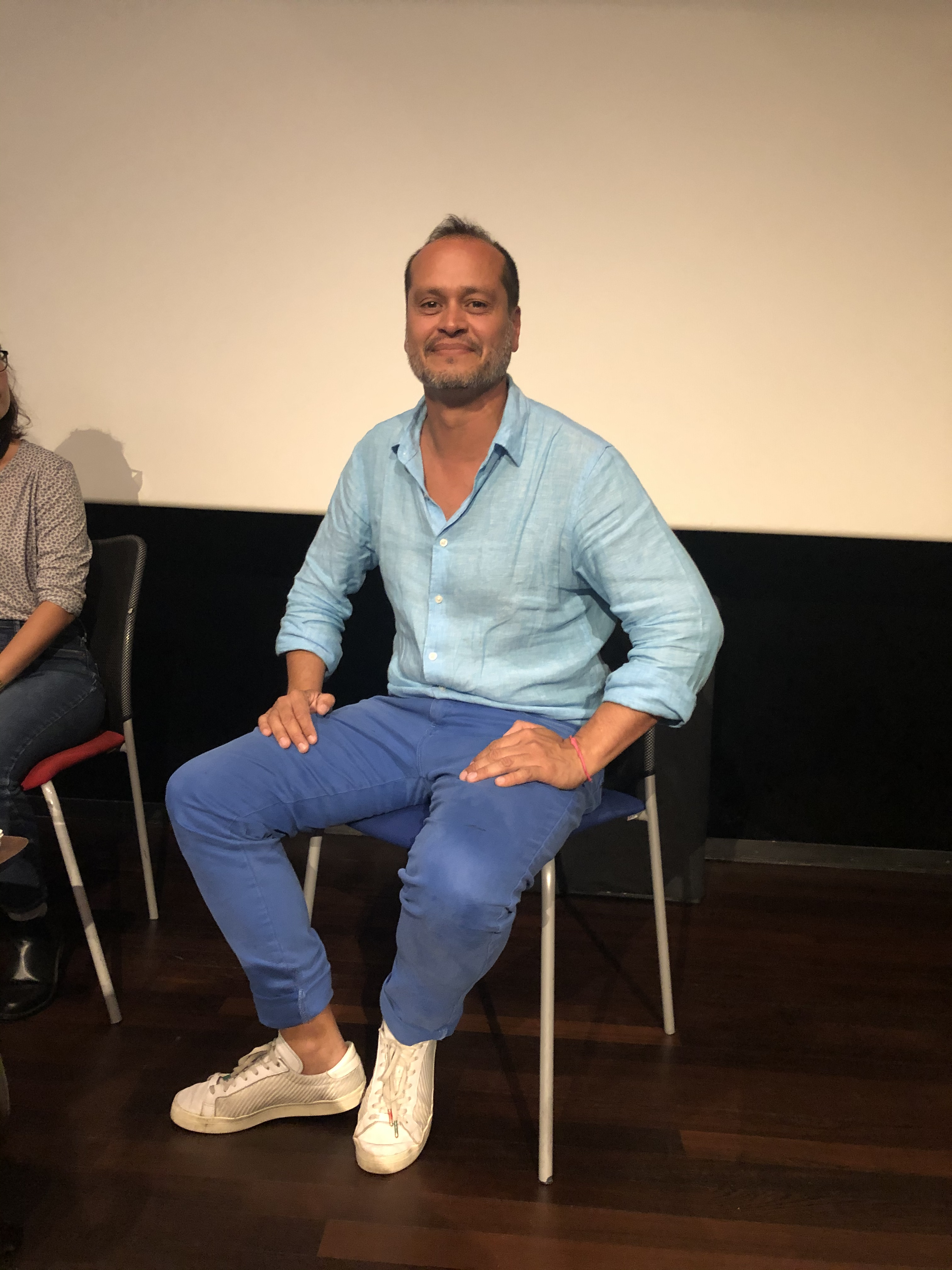
Marcelo Barbosa durant la table ronde après la projection d'Indianara au festival Everybody’s Perfect à Genève, octobre 2019.

L'accueil après la projection au Festival de Cannes est très positif: le film est décrit comme « un manuel de survie à l’usage de celles et ceux qui voudraient savoir comment on se démerde dans un pays qui fait la chasse à ses minorités. Une grande partie de la réponse tient en une injonction : ne jamais abandonner le combat, même quand celui-ci paraît à d’autres perdu d’avance ». Le documentaire était sélectionné dans le cadre de la 10ème édition de la Queer Palm,.
Le film est projeté pour la première en Suisse durant le festival Everybody's Perfect,.

## Prix
- 2019 : Grand Prix du documentaire au festival Chéries-Chéris[12],[13],[14].